# Lesley Gore
Pour les articles homonymes, voir Gore.
Lesley Gore est une chanteuse américaine née le 2 mai 1946 à New York et décédée dans la même ville le 16 février 2015 à l’âge de 68 ans des suites d'un cancer. Elle est notamment connue pour son titre It's My Party sorti en 1963 et numéro 1 dans plusieurs pays, dont les États-Unis. Elle est l’interprète de plusieurs chansons à succès classées au Billboard Hot 100 tel que Judy’s turn to cry, She’s a fool, Sunshine, Lollipops, and Rainbows et You Don't Own Me.
Dans une seconde partie de sa carrière, elle travailla en tant que compositrice ; notamment en 1980, aux côtés de son frère pour le film Fame. Elle sera nommée l’année suivante à l'Academy Award pour l'Oscar de la meilleure chanson originale avec sa chanson Out Here on My Own.
Elle a aussi exercé en tant qu’actrice et personnalité de la télévision. Elle a vécu 33 ans, jusqu’à son décès, avec sa compagne Lois Sasson.

## Jeunesse
Lesley Gore, née Lesley Sue Goldstein le 2 mai 1946 à Brooklyn, est la fille de Leo Goldstein (1919-1998) et de Ronny Leona Gore (1923-2023). La famille change son nom Goldstein en Gore peu après sa naissance. Elle est issue de la classe moyenne d’une famille juive, son père était un riche fabricant de vêtements et de maillots de bain Peter-Pan. Elle a un frère Michael Gore né en 1951. Lesley Gore grandit dans la maison familiale à Tenafly (New Jersey) et fréquente Dwight School for Girls (en) à Englewood où elle est active dans la chorale de l’école. Elle passa ses vacances d’été au Camp Scatico (en) à Elizabille (New York). À la suite de ces Sweet Sixteen, elle enregistre une démo que son père fait écouter à un ami, le manager artistique Joe Glaser. Ce dernier fait parvenir la démo à Irving Green le président de Mercury record Corporation. Elle décroche à l’aube de ces 17 ans un contrat exclusif avec la maison de disque Mercury.

## Carrière

### Premier succès
En 1963, Lesley Gore reçoit chez elle le producteur Quincy Jones et une pile de démos. Ils mettent leur dévolue sur une chanson : It's My Party. Lesley Gore se rend alors au studio d’enregistrement Bell Sound Studio pour enregistrer le 30 mars 1963 son premier disque. Le soir même, Quincy Jones apprend que Phillip Spector veut enregistrer la chanson avec les Crystals, il s’empresse alors de finaliser l’enregistrement et l’envoie aux stations de radios. Une semaine après l'enregistrement, Lesley entend son titre à la radio, un mois plus tard, le titre rentre dans les charts américains et attend la première place du Billboard Hot 100 début juin. Le disque se vend à plus d’un million d’exemplaire et est certifié disque d’or. La chanson sera nommée aux Grammy Awards 1964 pour l'enregistrement rock and roll. Mercury Recors s’empresse d’enregistrer une suite : « Judy’s Turn to cry ». Encore un succès, la chanson atteint le top 5 du Billboard Hot 100 au milieu du mois d’août. Lesley devient l’adolescente star, « The princess of song » du moment selon le magazine Song Hits et le temps où les fans se présentaient sur sa pelouse.
Fort de ces deux succès, Lesley Gore enregistre son premier album « I’ll cry If I Want to » à l’âge de 17 ans. L’album comprends ces deux titres à succès, plusieurs reprises des années 50 ainsi que des inédits. L’album se classe au top 24 des meilleures ventes du Billboard Hot 200.
À la suite du succès de ce premier album, elle enregistre des nouveaux singles et un second est publié album en 1963 : « Lesley Gore Sings of Mixed-Up Hearts ». Bien que musicalement supérieur à son premier album, les ventes de cet album ne décollent pas ; il se classe au top 125 du Billboard 200. Malgré tout, trois chansons performent dans les charts américains : « You don’t own me » (n°2), « She’s a fool » (n°5) et « Sunshine, Lollipop and Rainbow » (n°13). « You don’t own me » est sans doute l’un de ses plus grands succès, la chanson talonna les Beatles pendant un mois sans parvenir à les dépasser toutefois.
Lesley Gore sort deux albums en 1964 : « Boys, Boys, Boys » et « Girl Talk ». Les succès commerciaux sont similaires à son dernier album de 1963. Dans ces deux albums, Lesley signe ces trois premiers titres : "Leave Me Alone", "I'm Coolin', No Foolin'" et "I Died Inside".
Ses parents organisent en grande pompe son 18ème anniversaire au Delmonico Hotel en invitant plusieurs stars et personnes publics de l’époque tel que son producteur Quincy Jones, Ed Sullivan, Jane Morgan...
Fin 1964, elle se produit en tant qu’artiste vedette dans le TAMI show aux côtés des Beach Boys, des Rolling Stones, des Ronettes ou encore James Brown. Elle y tient un des rôles principaux et y interprétera six succès partiellement en medley.

### Études universitaires
Lesley Gore entre à l’université Sarah Lawrence College en 1964 pour étudier principalement la musique et le théâtre. Comme pour beaucoup d’étudiants, sa première année est chaotique. Selon sa biographie : « son statut de star et son image publique rigide ont fait que certains étudiants se méfiaient d’elle ». Malgré tout, le journal étudiant de l’université lui remet le prix humoristique « Janet Auchincloss Modest Celebrity ». Pour briser la glace, elle monte avec d’autres élèves de première année un sketch se moquant de sa popularité. Lors d’une interview pour le magazine Life, un journaliste lui demande son avis sur la nourriture de l’université, elle répondra qu’elle est « un peu décevante ». Après la parution de l’article, elle sera convoquée par le doyen afin de présenter ses excuses à la diététicienne en chef. Elle est diplômée en 1968 avec une spécialisation en littérature britannique et américaine.

### Suite du succès
En 1965, George Abbott lui propose un contrat à Broadway : le rôle principal dans un spectacle musicale. Bien que mineure (majorité à 21 ans à cette époque), ses parents lui laissent le choix. Elle décline l’offre de Broadway, ainsi que son propre rôle dans une série TV qui lui serait consacrée pour continuer ses études. Toutefois, 1965 signe quand même le début de la carrière cinématographique de l’artiste. Elle décroche son propre rôle dans le film "The Girls on the Beach" et puis dans le film "Ski Party" où elle y interprète plusieurs de ses titres. La même année, elle enregistre son cinquième album "My Town, My Guy & Me". Bien que seul le titre principal de l'album se classe dans le Hot 100, l'album réalise des ventes supérieures à ses trois derniers albums.

En 1966, Lesley est en perte de vitesse, son sixième album "Lesley Gore Sings All About Love" sera son album sous le label Mercury le moins vendu. Malgré cela, l'album arrive à classer trois chansons dans le Hot 100. 

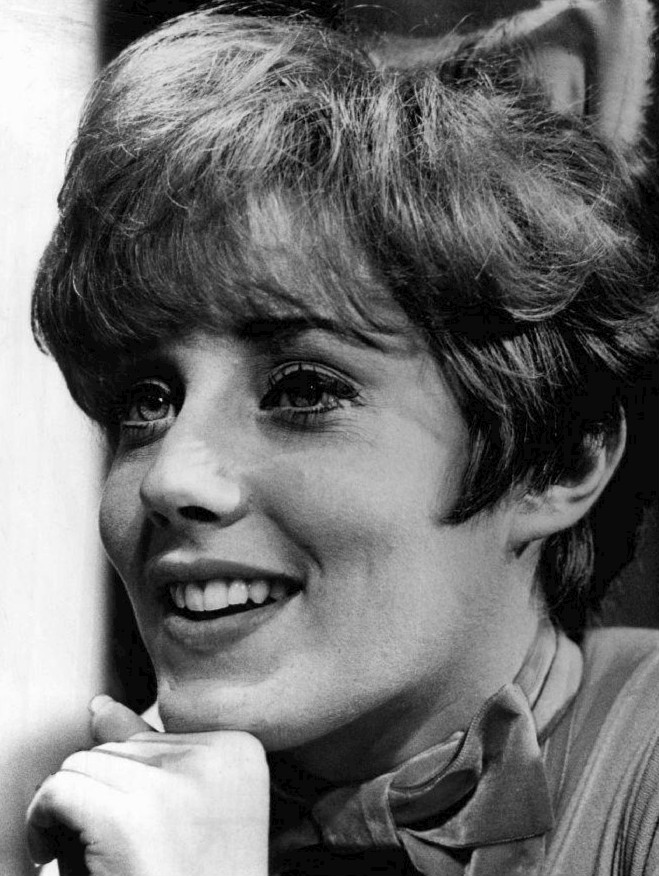
Lesley Gore en Pussycat (Batman, 1967)

En janvier 1967, Lesley Gore réalise sa première apparition au petit écran en tant qu'actrice dans la deuxième saison de la série Batman produit par son oncle. Elle y joue de rôle de Pussicat, servante de Catwoman dans deux épisodes consécutif (diffusés de 19 et le 25 janvier). Elle y interprétera également deux de ses titres « California Nights » et « Maybe Now ». La série donne de la visibilité à « California Nights » qui atteint la seizième place du Billboard hot 100. Lesley retrouve une certaine popularité signe son dernier grand succès, mais aussi son premier top 20 depuis 1965. L’album intitulé comme le titre a succès attend la 169ème place du Billboard 200, c’est le dernier album de Gore à entrer dans le classement. Bien que son contrat avec Mercury Records dût prendre fin au printemps 1968 et que son dernier succès remonte à l’année précédente, sa maison de disques prolonge d’un an son contrat. Mercury tente en vain de relancer la popularité de Gore avec des nouveaux singles et une publicité importante, notamment pour la version anglaise du titre gagnant du concours Eurovision de la chanson 1968 : « He Gives Me Love (Lalala) ». La même année, elle s’investit volontairement en tant que bénévole dans la campagne présidentielle de Robert Kennedy jugeant la campagne plus importante que sa carrière.
A la fin des années 60, sa popularité s’estompe. Celle qui avait su percer durant la « British Invasion » ne résistera pas à la monté du mouvement hippie et à la scène psychédélisme qui ne correspondent pas à son image véhiculée par le label Mercury. En 1969, avant de quitter le label Mercury, Lesley s'essaie au soul.

### Années 70 – période post Mercury
Lesley entame les années septante avec une nouvelle maison de disque : Crewe Records dirigée par Bob Crewe, son ancien producteur chez Mercury pour son album California Nights. Elle sort 4 singles en deux ans. Elle décide alors de quitter le label et de s’installer en Californie car les compositions qui lui sont fournies se veulent trop proches de son style des années soixante. Avec Ellen Weston, elle écrit plusieurs dizaines de chansons qui attirent la convoitise du label Mowest. En 1972, elle sort son album Someplace Else Now qui est assez bien accueilli par la critique et le public. Après plusieurs années à s’être produite occasionnellement dans des boites de nuit cotées, Lesley retourne sur scène avec ses nouvelles chansons et remplit plusieurs salles à guichet fermé. Elle sort un deuxième album en 1976 produit par Quincy Jones sur base de morceaux composés par Lesley et Ellen Weston.
Elle continue de se produire sur scène en mélangeant ses nouveaux titres avec les anciens. En 1979, Lesley quitte la Californie pour New York.

### Années 80 – succès en tant qu’autrice
Lesley Gore renoue – en tant qu’autrice – avec la popularité au début des années 80. Son frère Michael Gore se voit confier la bande originale du film Fame ainsi que six des huit chansons du film. Lesley écrit les paroles de Out Here on My Own et de Hot Lunch Jam composé par son frère et interprété par Irène Cara. Lesley Gore est nommée avec son frère en 1981 pour l'Oscar de la meilleure chanson originale avec la tire Out Here on My Own. Mais c’est la chanson Fame qui rafle la mise avec l'Oscar de la meilleure chanson originale et l’Oscar de la meilleure partition originale. A la soirée des Oscars, Michael Gore cite sa sœur dans son discours de remerciement. Out Here on My Own culmina au top 19 du Billboard Hot 100.
En 1982, Lesley est contactée par le feuilleton américain All My Children afin d'écrire une chanson pour l'émission. Elle a coécrit Easy to Say, Hard to Do avec Sid Ramin. Lesley fait forte impression et décroche un rôle dans la série. Elle fait son retour sur le petit écran pour 6 épisodes dans la peau de June Gordon, une éditrice de musique.

### Fin de carrière
Dans les années 90, Lesley continue de se produire dans des shows à travers le monde.
Au milieu des années 2000, elle participe pour le réseau PBS à des émissions sur l'homosexualité et le mouvement LGBT dans la série the life puis s'investit dans la défense du droit au mariage homosexuel.
En 2005, Lesley sort son dernier album Ever Since.
Lesley fait partie des artistes dont l’incendie d’Universal en 2008 a détruit en tout ou en partie ces enregistrements originaux.
En 2012, elle soutient la campagne électorale de Barack Obama en invitant une cinquantaine de femme à reprendre son tube « You don’t own me » et en approuvant un message expliquant pourquoi les femmes devraient voter pour Obama. Elle déclare aussi : « J'ai enregistré You Don't Own Me en 1964 et j'ai du mal à y croire, mais nous nous battons toujours pour les mêmes choses qu'à l'époque. Oui, mesdames, nous devons nous unir, sortir et voter, et protéger nos corps. Ils nous appartiennent. S'il vous plaît, votez. »

## Décès et héritage
Lesley Gore décède le 16 février 2015 à la suite d’un cancer de poumon au NYU Langone Medical Center (en) à Manhattan, New York,.
Quincy Jones dira qu’ «il est important de se rappeler qu'à un moment donné, le seul groupe qui l'a surpassée dans les classements pop était les Beatles ».
Un mois après le décès de Lesley Gore, son tube « You don’t Own me » est repris par Saygrace avec comme producteur Quincy Jones qui était aussi le producteur de Lesley. Nouveau succès pour la chanson qui se positionne numéro 1 en Australie et au top 57 du hot 100 aux USA. La même année, Melanie Martinez enregistre Pity Party inspirée de « It’s my party ».
En janvier 2024, Misty de Lesley Gore devient numéro 1 du TikTok Billboard Top 50. Il s’agit alors de la chanson la plus ancienne à atteindre cette place. La même année, Lesley est intronisée aux côtés de Meryl Streep au New Jersey Hall of Fame.

## Adaptations et reprises
- La chanson C'est ma fête de Richard Anthony sortie en 1963 est une adaptation de It's My Party de Lesley Gore. Richard Anthony chante aussi l'adaptation italienne du même morceau sous le titre La mia festa.
- En 1963, sa chanson You Don't Own Me est adaptée en français sous le titre Je ne sais plus, interprétée par Lesley Gore elle-même ainsi que par Jacqueline Boyer. La chanteuse québécoise Michèle Richard fait en 1964 une autre reprise sous le titre Je suis libre, dont les paroles sont plus proches de la connotation émancipée de l'original. You Don't Own Me est également adaptée dans d'autres langues : Goodbye Tony en allemand en 1964 (chantée par Lesley Gore) et Vai tu sei libero en italien en 1964 (chantée par Lesley Gore ainsi que par Dalida).
- En 1967, la chanson J'écoutais la mer de Michèle Richard est une adaptation de la chanson California Nights de Lesley Gore.
- En 1973, Brian Ferry donne sa version de "It's my Party" dans son album de reprises "These foolish things".
- L'icone et chanteuse britannique Dusty Springfield reprend des années plus tard la chanson You Don't Own avec un certain succès en Grande Bretagne.
- La chanson Out Here On My Own figurant dans le film Fame est nommée pour l'Oscar de la meilleure chanson originale en 1981. La chanson est écrite par Lesley Gore et son frère cadet Michael.
- Le morceau Untitled figurant sur l'album Recovery (2010) de Eminem contient un sample de You Don't Own Me de Lesley Gore.
- En 1981, Dave Stewart et Barbara Gaskin reprennent la chanson It 's My Party de Lesley Gore.
- En 1981, Klaus Nomi reprend  la chansonYou Don't Own Me dans son album Klaus Nomi.
- En 1993, le groupe dance allemand Future Beat reprend la chanson It 's My Party de Lesley Gore.
- En 1996, la chanson You Don't Own Me est reprise dans le film Le Club des ex par Diane Keaton, Goldie Hawn et Bette Midler
- La chanson It's My Party est reprise à nouveau par Amy Winehouse sur l'album de Quincy Jones Q:Soul Bossa Nostra sorti en 2010.
- En 1987, cette même chanson avait été reprise par The Blow Monkeys dans la bande originale du film "Dirty Dancing".
- En 2015, la chanson Pity Party de la chanteuse américaine Melanie Martinez contient un sample de « It’s My party »
- La chanson You don't own me est reprise en 2016 par le rappeur G-Eazy et la chanteuse Grace. Le titre est utilisé dans la bande originale du film "Suicide Squad" de David Ayer.
- En 2017, le groupe Motionless in White reprend It’s my party dans la chanson ‘’Necessary Evil.

## Discographie

### Albums studio
| Année                                                                                   | Titre                                | Label          | Date de sortie             | Charts américains* |
| --------------------------------------------------------------------------------------- | ------------------------------------ | -------------- | -------------------------- | ------------------ |
| 1963                                                                                    | I'll Cry If I Want to                | Mercury        | Juin 1963                  | 24                 |
| 1963                                                                                    | Lesley Gore Sings of Mixed-Up Hearts | Mercury        | Novembre 1963              | 125                |
| 1964                                                                                    | Boys, Boys, Boys                     | Mercury        | Avril 1964                 | 127                |
| 1964                                                                                    | Girl Talk                            | Mercury        | Octobre 1964               | 146                |
| 1965                                                                                    | My Town, My Guy, and Me              | Mercury        | Septembre 1965             | 120                |
| 1966                                                                                    | Lesley Gore Sings All About Love     | Mercury        | Janvier 1966               | —                  |
| 1967                                                                                    | California Nights                    | Mercury        | Février 1967               | 169                |
| 1967                                                                                    | Magic Colors                         | Mercury        | Annulée (prévue Nov. 1967) | —                  |
| 1972                                                                                    | Someplace Else Now                   | Mowest         | 1972                       | —                  |
| 1976                                                                                    | Love Me by Name                      | A&M            | Mai 1976                   | —                  |
| 1982                                                                                    | The Canvas Can Do Miracles           | 51 West        | 1er juillet 1982           | —                  |
| 2005                                                                                    | Ever Since                           | Engine Company | 28 juin 2005               | —                  |
| * Classement dans le Billboard 200 américain. Le signe "—" montre un disque non classé. |                                      |                |                            |                    |

### Singles
| Année                                                                                       | Titre                                 | Charts américains* | Album                                |
| ------------------------------------------------------------------------------------------- | ------------------------------------- | ------------------ | ------------------------------------ |
| 1963                                                                                        | It's My Party                         | 1                  | I'll Cry If I Want to                |
| 1963                                                                                        | Judy's Turn to Cry                    | 5                  | I'll Cry If I Want to                |
| 1963                                                                                        | She's a Fool                          | 5                  | Lesley Gore Sings of Mixed-Up Hearts |
| 1964                                                                                        | You Don't Own Me                      | 2                  | Lesley Gore Sings of Mixed-Up Hearts |
| 1964                                                                                        | I Don't Know Anymore                  | —                  | Single hors album                    |
| 1964                                                                                        | That's the Way Boys Are               | 12                 | Boys, Boys, Boys                     |
| 1964                                                                                        | I Don't Wanna Be a Loser              | 37                 | Boys, Boys, Boys                     |
| 1964                                                                                        | Maybe I Know                          | 14                 | Girl Talk                            |
| 1964                                                                                        | Hey Now                               | 76                 | Girl Talk                            |
| 1965                                                                                        | Look of Love                          | 27                 | Girl Talk                            |
| 1965                                                                                        | All My Life                           | 71                 | The Golden Hits of Lesley Gore       |
| 1965                                                                                        | Sunshine, Lollipops, and Rainbows     | 13                 | Lesley Gore Sings of Mixed-Up Hearts |
| 1965                                                                                        | My Town, My Guy, and Me               | 32                 | My Town, My Guy, and Me              |
| 1965                                                                                        | I Won't Love You Anymore (Sorry)      | 80                 | Lesley Gore Sings All About Love     |
| 1966                                                                                        | We Know We're in Love                 | 76                 | Lesley Gore Sings All About Love     |
| 1966                                                                                        | Young Love                            | 50                 | Lesley Gore Sings All About Love     |
| 1966                                                                                        | Off and Running                       | 108                | California Nights                    |
| 1966                                                                                        | Treat Me Like a Lady                  | 115                | California Nights                    |
| 1967                                                                                        | California Nights                     | 16                 | California Nights                    |
| 1967                                                                                        | Summer and Sandy                      | 65                 | Lesley Gore Golden Hits, Vol. 2      |
| 1967                                                                                        | Brink of Disaster                     | 82                 | Magic Colors (album annulé)          |
| 1967                                                                                        | Magic Colors                          | —                  | Magic Colors (album annulé)          |
| 1968                                                                                        | Small Talk                            | 124                | Single hors album                    |
| 1968                                                                                        | He Gives Me Love (La, La, La)         | 119                | Lesley Gore Golden Hits, Vol. 2      |
| 1968                                                                                        | I Can't Make It Without You           | 124                | Lesley Gore Golden Hits, Vol. 2      |
| 1968                                                                                        | I'll Be Standing By                   | —                  | Single hors album                    |
| 1969                                                                                        | Take Good Care (Of My Heart)          | —                  | Single hors album                    |
| 1969                                                                                        | 98.6-Lazy Day                         | —                  | Single hors album                    |
| 1969                                                                                        | Wedding Bell Blues                    | —                  | Single hors album                    |
| 1970                                                                                        | Why Doesn't Love Make Me Happy        | —                  | Single hors album                    |
| 1970                                                                                        | Come Softly to Me                     | —                  | Single hors album                    |
| 1970                                                                                        | When Yesterday Was Tomorrow           | —                  | Single hors album                    |
| 1971                                                                                        | Back Together                         | —                  | Single hors album                    |
| 1972                                                                                        | She Said That                         | —                  | Someplace Else Now                   |
| 1975                                                                                        | Immortality                           | —                  | Love Me by Name                      |
| 1975                                                                                        | Sometimes (avec The Brothers Johnson) | —                  | Love Me by Name                      |
| * Classement dans le Billboard Hot 100 américain. Le signe "—" montre un disque non classé. |                                       |                    |                                      |

## Filmographie

### Film
| Année | Titre                                   | Rôle      | Description                                                                                           |
| ----- | --------------------------------------- | --------- | --- |
| 1965  | The Girls on the Beach (en) (Cinéma)    | Elle-même | Elle y interprète trois de ses titres : Leave Me Alone, It's Gotta Be You et Don't Want to Be a Loser |
| 1965  | Ski Party (en) (Cinéma)                 | Elle-même | Elle y interprète son titre Sunshine, Lollipops and Rainbows                                          |
| 1968  | The Pied Piper of Astroworld (Téléfilm) | Bo Peep   | Elle y interprète The 59th Street Bridge Song (en).                                                   |

### Télévision
| Année | Titre                   | Rôle                            | Description |
| ----- | ----------------------- | ------------------------------- | --- |
| 1967  | Batman (Série TV)       | Pussycat (Complice de Catwoman) | Elle y interprète California Nights (en) et Maybe Now. Lors de la deuxième saison, elle apparaît dans deux épisodes |
| 1998  | Murphy Brown (Série TV) | Elle-même                       | |